# Терентьева, Любовь Борисовна
Любовь Борисовна Терентьева (род. 14 августа 1959) — российская писательница, драматург.

## Биография
Любовь Терентьева родилась 14 августа 1959 года в с. Пыёлдино Сысольского района Коми АССР. Окончила сыктывкарскую школу № 36 и филологический факультет Сыктывкарского университета. С 1987 года — преподаватель Сыктывкарского государственного университета. С 1989 участвовала в семинарах и лабораториях драматургов в Москве, Петрозаводске, Сыктывкаре, Рузе, Смоленске, Омске, Пензе. Спектакли по её пьесам прошли в театрах десятка городов России. Стихи и проза публиковались в журналах «Север», «Россияне».
В 1993 году в Сыктывкаре была опубликована её первая драма «Святочная история» (сборник «Пьесы»). В 1995 году впервые по российскому радио прозвучал спектакль по её пьесе «Гуманитарный класс». Пьесы подтверждают наблюдение писательницы, что на долю искренних, открытых людей выпадает в нашем обществе горькая судьба. Молодой драматург ставит целью художественно исследовать, почёму это происходит.
В 1995 году Л. Б. Терентьева была принята в Союз писателей России, с 1998 года она — зам. министра культуры Республики Коми, в том же году ей была присуждена Государственная премия Республики Коми.

## Признание и награды
- 1994 — призовое место от редакции юношеских программ радио России за пьесу «Гуманитарный класс»
- 1995 — призовое место от журнала «Современная драматургия» за пьесу «Собачкин вальс»
- 1998 — Государственная премия Республики Коми.

## Основные сочинения
- «Женская логика», 1994
- «Было-не было», 1994
- «Русские дети Ван Гога», 1997
- «Гуманитарный класс», 1997